# Seyoum Kebede
Pour les articles homonymes, voir Kebede.
Seyoum Kebede est un ancien joueur et entraîneur éthiopien de football.

## Biographie
En septembre 2003, Seyoum Kebede est nommé par les dirigeants de la fédération au poste de sélectionneur de l'équipe nationale, en remplacement d'Asrat Haile, qui quitte ses fonctions à la suite de l'élimination de l'Éthiopie de la course à la CAN 2004.
Kebede ne va diriger les Antilopes Walya que pour une seule rencontre, disputée le 12 octobre 2003, au stade d'Addis-Abeba face au Malawi dans le cadre des éliminatoires pour la Coupe du monde 2006 et perdue sur le score de trois buts à zéro.
À la suite de ce match, c'est à nouveau Asrat Haile qui va prendre en charge la sélection éthiopienne.
En 2012, Sebede est à nouveau présent dans le staff de l'équipe nationale, en tant qu'adjoint de Sewnet Bishaw, le sélectionneur des Walya.